# 長泉インターチェンジ
長泉インターチェンジ（ながいずみインターチェンジ）は、静岡県駿東郡長泉町南一色にある伊豆縦貫自動車道（東駿河湾環状道路）のダイヤモンド型のインターチェンジである。
東駿河湾環状道路は無料で通行できるため、料金所は設置されていない。

## 接続する道路
直接接続
- 国道246号（裾野バイパス）

側道経由による間接接続
下記の路線は三島萩ICにおいて当自動車道と接続しているが、同ICが三島塚原IC方面のみのハーフインターチェンジであることから、沼津岡宮IC方面から走行した車は当ICで降り側道経由で利用することとなる。
- 三島市道芙蓉台環状線
- 静岡県道21号三島裾野線

## 歴史
- 1987年10月2日 : 岡宮IC（現・沼津岡宮IC）-玉沢IC（現・三島玉沢IC）間の都市計画決定
- 1988年度 : 長泉IC-加茂IC（現・三島加茂IC）間事業化
- 1989年度 : 用地買収着手
- 1990年度 : 岡宮IC（現・沼津岡宮IC）-長泉IC間事業化
- 1995年度 : 着工開始
- 2009年7月27日 : 沼津岡宮IC-三島塚原IC間開通に伴い供用開始
- 2010年4月28日 : 長泉IC-三島萩IC間の側道が開通[2]

## 周辺施設
- 静岡県立静岡がんセンター
- 東邦化工建設
- 静岡県立長泉高等学校（廃校済み）
- 長泉なめり駅（JR御殿場線）
- 長久保城
- 静岡県道394号沼津小山線

## 隣
E70 伊豆縦貫自動車道（東駿河湾環状道路）
(2)長泉JCT - (3)長泉IC - (4)三島萩IC（下田方面出入口）